# Фриц, Хеннинг
Хеннинг Фриц (нем. Henning Fritz; род. 21 сентября 1974, Магдебург) — немецкий гандболист, игравший на позиции вратаря; чемпион мира 2007 года и чемпион Европы 2004 года, серебряный призёр Олимпийских игр 2004 года. Лучший гандболист 2004 года и первый вратарь, который удостоился этой награды. При своём относительно невысоком по меркам гандбола росте в 188 см стал одним из лучших вратарей в истории гандбола.

## Карьера

### Клубная
Хеннинг Фриц начинал свою карьеру в немецкой Бундеслиге в составе «Магдебурга» ещё в 1988 году, во времена существования ГДР. В сезоне 2001/2002 уже выступал за «Киль» и выиграл четырежды чемпионат Германии (2002, 2005, 2006, 2007 годы), дважды Кубок Германии (2002, 2004) и один раз Суперкубок Германии (2005). В июле 2007 года Фриц перешёл в клуб «Рейн-Некар Лёвен», который покинул по окончании сезона 2011/2012. Тогда же он объявил о завершении карьеры игрока и устроился работать тренером вратарей в команду 2-й лиги «Лёйтерхаузен», а также сотрудником отделения Немецкого гандбольного союза по работе с юниорскими клубами. В октябре 2012 года в Вислохе он открыл собственный спортивный центр PT Lounge.
В 2021 году подписал краткосрочный контракт с клубом «Фленсбург», временно заменив в травмированного Беньямина Бурича.

### В сборной
За сборную Фриц сыграл 235 встреч. В 2002 году он в составе немецкой сборной завоевал серебряные медали чемпионата Европы в Швеции, через год аналогичного достижения добился и на чемпионате мира в Португалии. В 2004 году ему покорился чемпионат Европы в Словении, однако ещё раньше на Олимпийских играх 2004 его команда завоевала серебряные медали. Фриц стал лучшим вратарём турнира и фактическим лидером команды, выведя её в финал, однако немцы, как и в Португалии, в финале потерпели поражение от хорватов.
В 2005 году из-за травмы локтя Хеннинг пропустил чемпионат мира, однако через два года сыграл на домашнем первенстве, несмотря на долгое отсутствие игровой практики. До последнего момента никто не был уверен, что Хеннинга включат в команду, однако он занял место основного вратаря и, как оказалось, полностью оправдал надежды тренеров: несколько раз он становился лучшим игроком матчей с участием сборной Германии.
В финале разыгралась настоящая драма: за всё время, которое Хеннинг проводил на паркете, он не совершил ни одной серьёзной ошибки, а его игра позволила немцам выйти вперёд и добиться счёта 21:14. Однако вскоре Хеннинг получил тяжёлую травму и был заменён дублёром Йоханнесом Биттером. Биттер умудрился за считанные минуты растерять преимущество, и поляки вырвались вперёд со счётом 21:22. Но и здесь Германию спасла игра нападающих, которые вырвали победу со счётом 29:24. Несмотря на полученную в игре травму, Фриц по итогам турнира стал и лучшим вратарём, и членом символической сборной всех звёзд турнира, добившись самой большой победы в своей гандбольной карьере.

## Достижения

### В сборной
- 4-е место на чемпионате мира 1995
- Обладатель Суперкубка сборных 1998
- Вице-чемпион Европы 2002
- Вице-чемпион мира 2003
- Вице-чемпион Олимпийских игр 2004
- Чемпион Европы 2004
- Чемпион мира 2007
- 4-е место на чемпионате Европы 2008

### В клубах
- Победитель Кубка Германии: 1996, 2007
- Победитель Суперкубка Германии: 1996, 2005
- Победитель Лиги чемпионов: 2007
- Победитель Кубка ЕГФ: 1999, 2001, 2002, 2004
- Чемпион Германии: 2001 («Магдебург»), 2002, 2005, 2006 и 2007 (все — «Киль»)

### Личные
- Лучший вратарь чемпионатов мира 2003 и 2007
- Лучший гандболист 2004 года по версии ИХФ
- Лучший гандболист Германии 2004 года
- Лучший вратарь на Олимпийских играх 2004
- Лучший вратарь на чемпионате Европы 2004
- Игрок символической сборной звёзд чемпионата мира 2007

## Выступления в Бундеслиге
| Сезон     | Команда          | Лига       | Игры | Голы | 7-метровые |
| --------- | ---------------- | ---------- | ---- | ---- | ---------- |
| 1992-2001 | Магдебург        | Бундеслига | 233  | 0    | 0          |
| 2001-2007 | Киль             | Бундеслига | 178  | 0    | 0          |
| 2007/2008 | Рейн-Некар Лёвен | Бундеслига | 31   | 0    | 0          |
| 2008/2009 | Рейн-Некар Лёвен | Бундеслига | 28   | 0    | 0          |
| 2009/2010 | Рейн-Некар Лёвен | Бундеслига | 33   | 0    | 0          |
| 1992-2009 | Итого            | Бундеслига | 503  | 0    | 0          |